# 25. Unterseebootsflottille
A 25. Unterseebootsflottille foi uma unidade militar da Kriegsmarine que atuou durante a Segunda Guerra Mundial. A Flotilha foi fundada no mês de Abril de 1940. Era uma unidade de treinamento de disparo de torpedos, num treinamento que durava de 3 a 4 semanas. A Flotilha foi dispensada no dia 13 de Maio de 1945.

## Bases
| Abril de 1940 - Junho de 1941  | Danzigue   |
| Junho de 1941 - Agosto de 1941 | Trontêmio  |
| Setembro de 1941 - 1943        | Danzigue   |
| 1943                           | Memel      |
| 1943- 1944                     | Libau      |
| 1944 - Janeiro de 1945         | Gotenhafen |
| Janeiro de 1945 - Maio de 1945 | Travemünde |

## Comandantes
| Comandante              | Data                              |
| ----------------------- | --------------------------------- |
| Korvkpt. Ernst Hashagen | Abril de 1940 - Dezembro de 1941  |
| Korvkpt. Karl Jasper    | Dezembro de 1941 - Agosto de 1943 |
| Fregkpt. Karl Neitzel   | Agosto de 1943 - Janeiro de 1944  |
| Korvkpt. Robert Gysae   | Janeiro de 1944 - Abril de 1945   |
| Korvkpt. Wilhelm Schulz | Abril de 1945 - Maio de 1945      |